# Лоховское
Лоховское — деревня в Удомельском городском округе Тверской области.

## География
Деревня находится в северной части Тверской области на расстоянии приблизительно 17 км на север по прямой от железнодорожного вокзала города Удомля.

## История
Деревня известна с 1478 года. Здесь было учтено дворов (хозяйств) 33 (1859), 61 (1886), 68 (1911). В советский период истории здесь действовали колхозы «Красный Размах» и «Ударник». До 2015 года входила в состав Котлованского сельского поселения до упразднения последнего. С 2015 года в составе Удомельского городского округа.

## Население
Численность населения: 220 человек (1859 год), 318 (1886), 367 (1911), 84 (русские 89 %) в 2002 году, 88 в 2010.